# Гуранда Габунія
Гуранда Георгіївна Габунія (груз. გურანდა გიორგის ასული გაბუნია, нар. 26 серпня 1938 року, Тбілісі — пом. 4 лютого 2019 року, Тбілісі) — грузинська радянська актриса. Заслужена артистка Грузинської РСР (1979), Народна артистка Грузинської РСР (1990). Почесний громадянин Поті (1997).

## Біографія
Закінчила Тбіліський театральний інститут імені Шота Руставелі в 1960 році. Після закінчення інституту почала працювати в Грузинському театру імені Шота Руставелі. В 1961 році перейшла до Тбіліського театру санітарної культури (1961—1963). Потім з 1967 року виступала на сцені Грузинського державного академічного театру імені Шота Руставелі, але у 1970 році перейшла до драматичного театру Руставі (1970—1975). З 1975 року служила актрисою в Тбіліському академічному театрі імені Коте Марджанішвілі.
У Тбіліському академічному театрі імені Коте Марджанішвілі Гуранда Габунія була зайнята в наступних ролях: Маргарита («Свято самотності» Вадима Коростильова), Асматі («Що кажуть люди» Реваза Табукашвілі), Доллі («Анна Кареніна» Льва Толстого), Селія Піхем («Самгро» Бертольда Брехта) тощо.
У 1998 році була нагороджена Орденом Честі, у 1999 році Гуранді Габунії була присуджена премія імені Коте Марджанішвілі. Була номінована на "кращу жіночу роль у 2018 році («Провінційна історія», «Страх» і «День прощення»).
Померла Гуранда Габунія після важкої хвороби 4 лютого 2019 року. Похована в Дідубійському пантеоні.
Чоловік — Отар Меґвінетухуцесі.

## Творчість
Її творчий стиль відрізняли вишукана артистичність, професіоналізм, сценічний темперамент, гострота почуттів. Різні відтінки виражені героїчним, драматично-романтичним, ліричним або характерним. Її ролі характеризуються різкістю, пластичністю, почуттям помірності.
Ролі в Грузинському державному академічному театрі імені Шота Руставелі: Ірен (Серго Клдіашвілі «Ураган»), Ісмена (Жан-Ануї «Антігона»).
У Руставському драматичному театрі грала: Хосе (Отія Йоселіані «Шість Шинабер і один чоловік»), Роксана (Ростані «Сірано де Бержерак»), Елі Черемисова (Вадим Коростілов «Сто років потому»).
В інших ролях: Ірина («Дат Туташхія», 1978), Джульєтта («Осіннє сонце», 1973), Лаура («Орометріал», 1986), Дареджан («Ніч закінчилася», 1983), Чорікана («Суєта в Салкині») 1975), Русудан («Під одним небом», 1961), Лілі Битсола («Тбілісі — мій дім», 1994) та інші.

## Фільмографія
- 1963 — Ляльки сміються
- 1965 — Термін закінчується на світанку
- 1973 — Тепле осіннє сонце
- 1979 —  Екіпаж,  пасажирка в літаку
- 1983 — День довший за ніч,  Дареджан, донька Спиридона
- 1993 — Будулай, якого не чекають
- 1999 — Дорога М

## Нагороди та звання
- Заслужена артистка Грузинської РСР (1979).
- Народна артистка Грузинської РСР (1990).
- Орден Честі (1998).
- Медаль Пушкіна (24 грудня 2007 року, Росія) — за великий внесок у поширення, вивчення російської мови та збереження культурної спадщини, зближення і взаємозбагачення культур націй і народностей[3].
- Премія імені Коте Марджанішвілі (1999).
- Почесний громадянин Поті (1997).